# Skyler Brind'Amour
Skyler Brind'Amour, född 27 juli 1999, är en amerikansk professionell ishockeyforward som är kontrakterad till Carolina Hurricanes i National Hockey League (NHL) och spelar för Chicago Wolves i American Hockey League (AHL).
Han har tidigare spelat för Charlotte Checkers i AHL; Quinnipiac Bobcats i National Collegiate Athletic Association (NCAA) samt Team USA i United States Hockey League (USHL).
Brind'Amour draftades av Edmonton Oilers i sjätte rundan i 2017 års draft som 177:e spelare totalt.
Han är son till Rod Brind'Amour.

## Statistik
| 2016–2017   | Selects Academy at South Kent School | USPHL       | 6   | 3  | 6  | 9  | 2  | 1  | 0 | 1 | 1 | 2 |
|             | Selects Academy at South Kent School |             | 48  | 19 | 31 | 50 | —  | —  | — | — | — | — |
|             | Team USA                             | USHL        | 8   | 1  | 0  | 1  | 0  | —  | — | — | — | — |
|             | U.S. National U17 Team               |             | 6   | 1  | 0  | 1  | 0  | —  | — | — | — | — |
|             | U.S. National U18 Team               |             | 2   | 0  | 0  | 0  | 0  | —  | — | — | — | — |
| 2017–2018   | Chilliwack Chiefs                    | BCHL        | 52  | 10 | 14 | 24 | 34 | 7  | 0 | 3 | 3 | 2 |
| 2018–2019   | Chilliwack Chiefs                    | BCHL        | 52  | 13 | 31 | 44 | 39 | 11 | 2 | 3 | 5 | 6 |
| 2019–2020   | Quinnipiac Bobcats                   | NCAA        | 34  | 4  | 9  | 13 | 16 | —  | — | — | — | — |
| 2020–2021   | Quinnipiac Bobcats                   | NCAA        | 29  | 2  | 9  | 11 | 23 | —  | — | — | — | — |
| 2021–2022   | Quinnipiac Bobcats                   | NCAA        | 41  | 3  | 17 | 20 | 18 | —  | — | — | — | — |
| 2022–2023   | Quinnipiac Bobcats                   | NCAA        | 41  | 14 | 18 | 32 | 27 | —  | — | — | — | — |
| 2023–2024   | Charlotte Checkers                   | AHL         | 54  | 3  | 5  | 8  | 10 | 3  | 0 | 1 | 1 | 0 |
| 2024–2025   | Carolina Hurricanes                  | NHL         | 1   | 0  | 0  | 0  | 2  | —  | — | — | — | — |
|             | Chicago Wolves                       | AHL         | 67  | 16 | 7  | 23 | 40 | —  | — | — | — | — |
| NHL totalt  | NHL totalt                           | NHL totalt  | 1   | 0  | 0  | 0  | 2  | —  | — | — | — | — |
| AHL totalt  | AHL totalt                           | AHL totalt  | 121 | 19 | 12 | 31 | 50 | 3  | 0 | 1 | 1 | 0 |
| NCAA totalt | NCAA totalt                          | NCAA totalt | 145 | 23 | 53 | 76 | 84 | —  | — | — | — | — |